# Hadena pampaninii
Hadena pampaninii là một loài bướm đêm trong họ Noctuidae.